# Artur Ukleja
Artur Ukleja – polski fizyk, doktor habilitowany nauk ścisłych i przyrodniczych.

## Życiorys
W latach 2000-2001 ukończył studia fizyczne na Uniwersytecie Warszawskim, w  2008 r. obronił pracę doktorską pt. Asymetria azymutalna w głęboko nieelastycznym rozpraszaniu elektronów na protonach, której promotorem była prof. Teresa Tymieniecka, w 2022 r. habilitował się na podstawie pracy zatytułowanej Poszukiwania sygnałów nowej fizyki i źródeł łamania parzystości CP w wielociałowych rozpadach cząstek powabnych w eksperymencie LHCb. 
Został zatrudniony w Narodowym Centrum Badań Jądrowych, na Uniwersytecie Warszawskim, oraz w Akademii Górniczo-Hutniczej im. Stanisława Staszica w Krakowie.